# (6527) Takashiito
(6527) Takashiito est un astéroïde de la ceinture principale.

## Description
(6527) Takashiito est un astéroïde de la ceinture principale. Il fut découvert le 31 octobre 1992 à Yakiimo par Akira Natori et Takeshi Urata. Il présente une orbite caractérisée par un demi-grand axe de 2,26 UA, une excentricité de 0,15 et une inclinaison de 4,6° par rapport à l'écliptique.

## Compléments